# Peugeot Tipo 4
O Peugeot Tipo 4, foi um modelo exclusivo de automóvel fabricado por Armand Peugeot, fundador da Peugeot em 1892.

## Um único exemplar
O Peugeot Tipo 4 foi um exemplar único, produzido especialmente para o Bei de Túnis, Ali III ibn al-Husayn, e de acordo com seus desejos, foi ricamente decorado com pinturas de margaridas sobre madeira e metal em relevo, sendo esta a origem de seu apelido: Marguerite.

## Características
O Tipo 4 usava um motor de 1 litro (1.026 cc) de dois cilindros em "V" a 15º, produzindo 4 hp. O motor de apenas 565 cc do Peugeot Tipo 3 foi considerado insuficiente, pois produzia metade dessa potência. 

## Situação atual
Esse veículo decorado de maneira muito elaborada, é mantido hoje num museu em Sochaux, França.